# 서영순 (1793년)
서영순(徐英淳, 1793년 ~ 1854년)은 조선 후기의 문신, 관료이다. 본관은 대구. 달성부원군 서종제의 5대손으로 영조의 정비 정성왕후 서씨는 고대고모가 된다. 자(字)는 기백(耆伯), 호는 석우(石友), 시호는 효정(孝靖)이다.
1813년 진사시에 합격하고 1815년 정시문과에 급제하여 참판, 대사헌, 승지, 한성부 판윤 등을 역임했다. 한때 함경도암행어사 이은상의 탄핵을 받고 면직되었고, 1844년에는 민진용의 옥사에 연루되어 흑산도로 유배되었다 풀려나기도 했다.

## 생애
1793년 한성부에서 태어났다. 할아버지는 진사로 부사를 역임한 서유승이며, 아버지는 현감과 중추부첨지사(中樞府僉知事)를 지낸 서경보(徐京輔)이고, 어머니는 박종후(朴宗厚)의 딸이다. 동생은 진사 서회순(徐會淳)이다. 부인은 부사(府使)를 지낸 이의열(李義說)의 딸 전주이씨와 부사(府使)를 지낸 이의열(李義悅)의 딸 전주이씨이다. 광평대군의 후손이며 광평대군의 증손 정안부정 이오수(定安副正 李午壽)의 10대손이 되며 영의정을 지낸 녹천상공 이유(李濡)의 증손녀들이 된다. 그의 고조부 서명휴(徐命休)는 서덕수, 서용보, 서광범, 서재필, 서재창의 선조가 된 서명백의 동생이었다.
1813년(순조 13) 진사시에 합격, 1815년(순조 15) 정시문과(庭試文科)에 병과로 급제하였다. 1822년(순조 22) 12월 22일 홍문관부제학 박기수(朴綺壽), 응교 김도희(金道喜), 교리 엄도(嚴燾), 김정균(金鼎均) 등이 신규 합격자 중 홍문관 관원을 선발하는 홍문록을 실시할 때 6점을 받아 홍문록에 뽑혀 홍문관에 등용되었다. 1826년(순조 26) 홍문관수찬이 되고, 같은 해 5월 22일 의정부우의정 심상규(沈象奎), 우참찬 이석규(李錫奎), 대제학 김이교, 이조판서 조만영, 이조참의 서희순(徐憙淳) 등이 도당록을 선발할 때는 4점을 받아 낙점되었다. 1827년 효명세자빈 조씨가 원손을 회임했을 때 시강원보덕으로 산실청 낭관인 상례(相禮)의 한 사람으로 뽑혀 산실청의 일을 겸임하였다. 원손이 무사히 태어나 그해 12월 22일 산실청도제조 남공철(南公轍) 이하 산실청 관료들을 포상할 때 당하관으로 승진되었다.
1828년 성균관대사성이 되고, 그해 7월 20일 사간원대사간, 11월 1일 승정원좌부승지가 되었다. 1835년(헌종 1) 5월 3일 이조참의, 1838년(헌종 4) 승정원 승지로 기용되었다. 그해 1월 2일 예방승지로 재직 중 순원왕후의 50회 생일에 진하하는데 전문과 예물함을 올린 공로로 가선대부로 승진하였다. 바로 무산부사(茂山府使)로 나갔다가 1840년 9월 9일 함경도암행어사 이은상(李殷相)의 탄핵을 받은 수령들이 파면될 때 면직되었다. 바로 복직하여 예조참판, 호조참판, 이조참판, 공조참판을 거쳐 1842년 8월 24일 다시 이조참판이 되었다. 이후 경기도감사(京畿道監司) 등을 역임하였다.
1844년(헌종 10) 민진용이 거병하여 은언군의 손자 이원경을 추대하려다가 실패하자 민진용과 가깝게 지냈다는 이유로 관련자로 연루되어, 1844년 9월 6일 흑산도로 유배되었다. 노론 재상 민응수(閔應洙)의 4대손이었지만 오랫동안 관직에 오르지 못하고 몰락했던 민진용은 이원덕 등과 불만세력을 규합하여 원경을 왕으로 추대하려다가 사전에 발각된 것이다. 그러나 서영순은 이들의 모반에 가담했다는 증거가 없어 수개월만에 풀려났다. 1845년 4월 19일 복권되고 강원도감사(江原道監司)로 발령받았다. 1848년 정경(正卿)으로 형조판서가 되었다. 시강원문학을 거쳐 1849년 행호군으로 재직 중, 헌종이 붕어하자 연주도감 제주관(題主官)으로 빈청에 참여하였다. 1850년 6월 6일 연주도감에 참여한 당상관, 낭관등을 포상할 때 가자되었다.
1850년(철종 1) 6월 26일 사헌부 대사헌을 거쳐서 승정원 도승지, 그해 10월 12일 이조참판 등을 지냈다. 1851년 예방 승지가 되어 청나라의 진하사를 접대한 공로로 승진했다. 1851년 1월 2일 한성부 판윤으로 나갔다가 2월 15일 재차 형조 판서에 임명되었다. 12월 1일 수원부유수(水原府留守)로 발령받았다. 1854년(철종 5) 1월 22일 다시 형조판서로 임명되었으나 재직 중 사망하였다. 글을 잘 지었으며 간찰, 서신 몇편이 전한다. 사후 1864년(고종 1년) 7월 9일 효정공(孝靖公)의 증시가 추서되었다.